# 阿方索·达斯蒂斯
阿方索·马里亚·达斯蒂斯·克塞多（西班牙語：Alfonso María Dastis Quecedo；1955年10月5日—），男，加的斯省赫雷斯人，西班牙外交官。前西班牙外交与合作大臣。现任西班牙驻意大利大使。

## 生平
1955年生于西班牙南部加的斯省赫雷斯市。1970年代在马德里CEU圣巴勃罗大学学习法律，随后在马德里康普顿斯大学深造。1983年进入外交部工作。历任西班牙驻联合国代表团随员，西班牙外交大臣秘书，首相办公室助理等职务。2002年被任命为欧洲事务秘书长。2004年6月被任命为西班牙驻荷兰大使。2011年被任命为常驻欧盟代表。2016年在第二届拉霍伊内阁中被任命为外交与合作大臣。直到该政府因2018年西班牙政府不信任案下台。2018年9月，被任命为驻意大利大使，兼驻圣马力诺。

## 荣誉

### 西班牙勋章奖章
- 宪法功勋勋章（2011年）[5]
- 大十字级卡洛斯三世勋章（2018年）[6]

### 外国勋章奖章
- 旭日大绶章（日本，2017年3月31日公布[7]）：随国王费利佩六世于2017年4月4日至7日对日本进行国事访问。